# La leyenda del Chupacabras
Pour plus de détails, voir Fiche technique et Distribution.
La leyenda del Chupacabras est un film mexicain réalisé par Alberto Rodriguez, sorti en 2016.

## Synopsis
Leo, Teodora, Don Andrés, Alebrije, Evasito, Finado et Moribunda font face au chupacabra.

## Fiche technique
- Titre : La leyenda del Chupacabras
- Réalisation : Alberto Rodriguez
- Scénario : Acán Coen et Alberto Rodriguez
- Musique : Leoncio Lara
- Production : Fernando de Fuentes et Jose C. Garcia de Letona
- Société de production : Anima Estudios
- Pays :  Mexique
- Genre : Animation, action, aventure, horreur et fantastique
- Durée : 81 minutes
- Dates de sortie : 
  -  Mexique : 21 octobre 2016

## Doublage
- Benny Emmanuel : Leo San Juan
- Herman López : l'alebrije de la bibliothèque
- Mayté Cordeiro : Teodora Villavicencio
- Eduardo España : Evaristo
- Laura González : Juanita
- Emilio Treviño : Nando San Juan
- Andrés Couturier : Zubieta
- Diana Alonso : Mary la Pagadora

## Distinctions
Le film a eu un grand succès au box-office mexicain avec 5,4 millions de dollars de recettes,.